# Franjevački samostan u Lašvi
Franjevački samostan u župi Lašvi. Prije nego što su došli franjevci u Bosnu, već u 13. stoljeću, u lašvanskoj kotlini postojala je župa sa sjedištem u župi Lašvi (Putičevo-Dolac), koja je vjerojatno bila malo gradsko naselje. U 14. st. franjevci su ovdje podigli samostan, koji se spominje u popisu Bartola Pizanskog 1385./90. godine. Nakon osvojenja Bosne od strane Osmanlija 1463. god., samostan je najkasnije do konca 15. stoljeća bio nasilno porušen.